# فرودگاه لای
فرودگاه لای (به انگلیسی: Laï Airport) یک فرودگاه همگانی با کد یاتا LTC است . این فرودگاه در کشور چاد قرار دارد .